# Campeonato Mundial de Curling Femenino de 2025
El XLVII Campeonato Mundial de Curling Femenino se celebró en Uijeongbu (Corea del Sur) entre el 15 y el 23 de marzo de 2025 bajo la organización de la Federación Mundial de Curling (WCF) y la Federación Surcorena de Curling.
Las competiciones se realizaron en la Arena de Uijeongbu.

## Tabla de posiciones
| Pos | Equipo         | G  | P  | G–P |
| --- | -------------- | -- | -- | --- |
| 1   | Suiza          | 11 | 1  | –   |
| 2   | Corea del Sur  | 10 | 2  | 1–0 |
| 3   | Canadá         | 10 | 2  | 0–1 |
| 4   | Suecia         | 9  | 3  | –   |
| 5   | China          | 7  | 5  | 1–0 |
| 6   | Escocia        | 7  | 5  | 0–1 |
| 7   | Dinamarca      | 5  | 7  | 1–0 |
| 8   | Noruega        | 5  | 7  | 0–1 |
| 9   | Japón          | 4  | 8  | 1–0 |
| 10  | Italia         | 4  | 8  | 0–1 |
| 11  | Turquía        | 3  | 9  | 1–0 |
| 12  | Estados Unidos | 3  | 9  | 0–1 |
| 13  | Lituania       | 0  | 12 | –   |

## Cuadro final
|  | Clasif. a semifinales | Clasif. a semifinales |        |   | Semifinales | Semifinales  |              |       | Final         | Final |  |
|  |                       |                       |        |   |             |              |              |       |               |       |  |
|  |                       |                       |        |   |             |              |              |       |               |       |  |
|  |                       |                       |        |   |             |              |              |       |               |       |  |
|  |                       |                       |        |   |             |              |              |       |               |       |  |
|  |                       |                       |        |   |             |              |              |       |               |       |  |
|  |                       | Suiza                 | 4      |   |             |              |              |       |               |       |  |
|  |                       |                       | 4      |   |             |              |              |       |               |       |  |
|  |                       |                       | China  | 2 |             |              |              |       |               |       |  |
|  | Suecia                | 7                     | China  | 2 |             |              |              |       |               |       |  |
|  | Suecia                | 7                     |        |   |             |              |              |       |               |       |  |
|  | China                 | 8                     |        |   |             |              |              |       |               |       |  |
|  | China                 | 8                     |        |   |             |              |              | Suiza | 3             |       |  |
|  |                       |                       |        |   |             |              |              | Suiza | 3             |       |  |
|  |                       |                       | Canadá | 7 |             |              |              |       |               |       |  |
|  |                       |                       | Canadá | 7 |             |              |              |       |               |       |  |
|  |                       |                       |        |   |             |              |              |       |               |       |  |
|  |                       |                       |        |   |             |              |              |       |               |       |  |
|  |                       | Corea del Sur         | 5      |   |             | Tercer lugar | Tercer lugar |       |               |       |  |
|  |                       |                       | 5      |   |             | Tercer lugar | Tercer lugar |       |               |       |  |
|  |                       |                       | Canadá | 6 |             |              |              |       |               |       |  |
|  | Canadá                | 10                    | Canadá | 6 |             |              | China        | 9     |               |       |  |
|  | Canadá                | 10                    |        |   |             |              | China        | 9     |               |       |  |
|  | Escocia               | 4                     |        |   |             |              |              |       | Corea del Sur | 4     |  |
|  | Escocia               | 4                     |        |   |             |              |              |       | Corea del Sur | 4     |  |
|  |                       |                       |        |   |             |              |              |       |               |       |  |

## Medallistas
| Evento   | Oro                                                                              | Plata                                                                                        | Bronce                                                |
| -------- | -------------------------------------------------------------------------------- | -------------------------------------------------------------------------------------------- | ----------------------------------------------------- |
| Femenino | Canadá · Rachel Homan · Tracy Fleury · Emma Miskew · Sarah Wilkes · Rachel Brown | Suiza · Alina Pätz · Silvana Tirinzoni · Carole Howald · Selina Witschonke · Stefanie Berset | China Wang Rui Han Yu Dong Ziqi Jiang Jiayi Su Tingyu |